# Peder Mønsted
Peder Mørk Mønsted (født 10. december 1859 i Balle Mølle ved Grenaa, død 20. juni 1941 i Fredensborg) var en dansk kunstmaler, der repræsenterede realismen. Han var kendt for sine talrige naturtro landskabsmalerier og raderinger.
Fra 1875 til 1879 studerede Mønsted ved Kunstakademiet med lærere som Andreas Fritz og Julius Exner, men forlod akademiet til fordel for P.S. Krøyers malerskole og siden et ophold i Paris, hvor han opsøgte William Bouguereau. I Bouguereaus atelier fik han uddybet sit kendskab til den internationale akademiske naturalisme, kendetegnet af en virtuos, skitsepræget penselteknik på de traditionelle landskabs- eller genremotiver.
| - Værker af Peder Mønsted - "Lac Léman" (Genevesøen), 1887 - Portræt af en pige, 1887 - Forårslandskab, 1893 - Solnedgang ved skovsø, 1895 - En skovbæk, 1905 - Et vandløb gennem en dal med rådyr i baggrunden, 1905 - Sneklædt skovvej i sollys, 1908 - Skovlysning, 1898 - Aftenlandskab ved floden Sarca (no) i Italien, 1908 - Vandløb i skov, 1913 - Vingnas, Lillehammer, 1918 - Slædekørsel på en solrig vinterdag, 1919 |

| - Børn fodrer ænder ved solopgang, 1919 - En sti i Virklund, 1923 - Havevanding, 1925 - Landsbysceneri ? Ukendt datering før 1941 - Vinterlandskab med kane Ukendt datering |